# Gypona vireta
Gypona vireta är en insektsart som beskrevs av Delong 1980. Gypona vireta ingår i släktet Gypona och familjen dvärgstritar. Inga underarter finns listade i Catalogue of Life.